# 2010 BK118
2010 BK118 (cũng được viết 2010 BK118) là một centaur có đường kính khoảng 20 km60. Nó ở trên một quỹ đạo sao lưu ngược. Nó có trục bán chính nhị phân (khoảng cách trung bình từ Mặt trời) là ~ 400 AU.
BK118 2010 đã đến perihelion vào tháng 4 năm 2012 ở khoảng cách 6,1 AU từ Mặt trời (bên ngoài quỹ đạo của Sao Mộc). [4] Nó có Sao Mộc-MOID là 1.1 AU. Tính đến năm 2016, nó là 11 AU từ Mặt trời.
Nó sẽ không phải là 50 AU từ Mặt trời cho đến năm 2043. Sau khi rời khỏi khu vực hành tinh của Hệ Mặt trời, 2010 BK118 sẽ có một viễn điểm hai bên là 791 AU với chu kỳ quỹ đạo là 8000 năm.